# Острожне
Острожне (пол. Ostrożne) — село в Польщі, у гміні Шумово Замбровського повіту Підляського воєводства.
Населення — 391 особа (2011).
У 1975-1998 роках село належало до Ломжинського воєводства.

## Демографія
Демографічна структура станом на 31 березня 2011 року:
|          | Загалом | Допрацездатний вік | Працездатний вік | Постпрацездатний вік |
| -------- | ------- | ------------------ | ---------------- | -------------------- |
| Чоловіки | 200     | 49                 | 126              | 25                   |
| Жінки    | 191     | 43                 | 105              | 43                   |
| Разом    | 391     | 92                 | 231              | 68                   |